# Wełna (województwo wielkopolskie)
Wełna – wieś w Polsce położona w województwie wielkopolskim, w powiecie obornickim, w gminie Rogoźno, nad rzeką Wełną.

## Historia
Wieś szlachecka Wełma położona była w 1580 roku w powiecie poznańskim województwa poznańskiego. W latach 1975–1998 miejscowość należała administracyjnie do województwa pilskiego.
We wsi znajduje się wiele zabytków;
- drewniany kościół Podwyższenia Krzyża Świętego, zbudowany w 1727 roku[4],
- późnobarokowy pałac Rostworowskich z 1762 r. (na progu ruiny),
- wykorzystywany nadal klasycystyczny budynek gospodarczy z elementami barokowymi (obora),
- oficyna pałacowa – zlokalizowana na północ od budynku pałacowego,
- dwie barokowe kolumny – zapewne dawne znaki graniczne z XVIII wieku (z kolumnami związana jest legenda o pojedynku dwóch braci o rękę dziedziczki pałacu).

## Urodzeni w Wełnie
- Józef Ignacy Grabowski – polski oficer napoleoński, adiutant Napoleona Bonapartego, polityk konserwatywny, działacz publiczny w Wielkim Księstwie Poznańskim, pamiętnikarz i autor pism ekonomiczno-politycznych[5].